# Wenigrötz
Wenigrötz ist ein Ortsteil der Stadt  Neunburg vorm Wald im Landkreis Schwandorf in Bayern.

## Geographie
Wenigrötz liegt circa fünf Kilometer südöstlich von Neunburg vorm Wald am Rötzerbach. Dieser entsteht etwa vier Kilometer weiter östlich bei der Stettnermühle aus dem Zusammenfluss von Multbach und Hückbach und mündet circa sechs Kilometer weiter nordwestlich in Neunburg vorm Wald in die Schwarzach.

## Geschichte
Wenigrötz entstand als Ansiedlung von Rötzer Bürgern. Der Name Wenigrötz bedeutet „das kleinere Rötz.“
Der Ort wurde am 28. April 1017 als Rétsiz inferior in einer in Ingelheim ausgestellten Schenkungsurkunde von Kaiser Heinrich II. an das Erzbistum Bamberg erstmals urkundlich erwähnt. Damals kamen mit Wenigrötz eine Reihe weiterer Orte im Nordgau an das am 1. Januar 1007 aus Teilen von Würzburg und Bamberg geschaffene Bistum.
1870 bestand Wenigrötz aus sechs Häusern und zählte 37 Einwohner.
Am 31. Dezember 1990 hatte Wenigrötz 35 Einwohner und gehörte zur Pfarrei Neunburg vorm Wald.